# Zischkaita pilifera
Zischkaita pilifera là một loài bọ cánh cứng trong họ Chrysomelidae. Loài này được Weise miêu tả khoa học năm 1921.